# Pistolet Intratec TEC-9

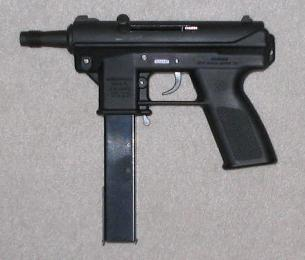
Intratec KG99

Intratec TEC-9 – amerykański pistolet, samopowtarzalna wersja szwedzkiego pistoletu maszynowego Interdynamic MP-9.
Pracując w szwedzkiej firmie Interdynamic AB George Kellgren skonstruował pistolet maszynowy MP-9. Była to unowocześniona, wyposażona w komorę zamkową z polimeru wersja pistoletu maszynowego Carl Gustaf m/45. MP-9 nie zdobył jednak większego zainteresowania i nie był produkowany seryjnie. Po bankructwie firmy Interdynamic Kellgren zdecydował się na emigrację do USA. Wspólnie z Carlosem Garcią założył tam firmę Intratec, która miała produkować MP-9 na rynek amerykański. Ponieważ zdobycie koncesji na produkcję broni samoczynnej wiązało się z dużymi komplikacjami, a popyt na taką broń z powodów prawnych był ograniczony właściciele Intrateca zdecydowali się przekształcić MP-9 na krótką broń samopowtarzalną, której produkcja i sprzedaż byłaby łatwiejsza. W tym celu MP-9 został pozbawiony możliwości strzelania seriami (stał się bronią samopowtarzalną) i kolby (zgodnie z amerykańskimi regulacjami prawnymi broń z lufą długości mniejszej niż 406 mm i bez kolby jest bronią krótką). Tak przekonstruowana broń została dopuszczona przez ATF do sprzedaży.
Z uwagi na zastosowaną technologię produkcji i prostą konstrukcję TEC-9 był bronią tańszą od innych pistoletów samopowtarzalnych. Szybko okazało się jednak że stosunkowo prosto można ponownie przekształcić go w broń maszynową. W związku z tym ATF cofnęła zgodę na sprzedaż KG-9. W następnych latach Intratec sprzedawał kolejne wersje TEC-9 (między innymi TEC-DC9, KG9, KG99) kolejno jednak były wycofywane z rynku przez ATF jako konstrukcje zbyt łatwo przekształcalne na pistolety maszynowe. W 1994 TEC-9 znalazł się na liście 19 wymienionych z nazwy w Federal Assault Weapons Ban wzorów broni których dalsza produkcja i sprzedaż była zabroniona (prawo to dotyczy tylko nowych egzemplarzy, sprzedaż TEC-9 znajdujących się w rękach prywatnych na wtórnym rynku broni jest nadal legalna). W związku z tym na rynku pojawiła się kolejna wersja oznaczona jako AB-10, o odmiennej nazwie i konstrukcji pozwalającej na ominięcie zapisów tej ustawy. Ostatecznie produkcję tej ostatniej wersji TEC-9 zakończono w 2001.
Intratec DC-9 był bronią samopowtarzalną, strzelająca z zamka otwartego (wersja TEC-DC-9 i późniejsze strzelały z zamka zamkniętego). Mechanizm spustowy umożliwiał wyłącznie ogień pojedynczy. Broń zasilana była amunicją 9 mm Parabellum z dwurzędowego magazynka o pojemności 30 naboi którego gniazdo znajdowało się przed chwytem pistoletowym.